# Ірина Добрянська
Ірина Добрянська (пол. Dobrianska Iryna; 11 листопада 1892, Сянок — 14 березня 1980, Львів) — мистецтвознавиця, етнографиня, дослідниця народного мистецтва лемків, племінниця (по матері) проф. Володимира Кульчицького (пол. Włodzimierz Kulczycki).

## Життєпис
Народилася 11 листопада 1892 — в Сяноку в сім'ї державного службовця Еміліана Добрянського і Сабіни, уродженої Кульчицької — рідної сестри проф.Володимира Кульчицького.
Навчалася в гімназіях у Сяноку та Львові.
1911–1912 вивчала рисунок і моделювання при Львівській художньо-промисловій школі, а також навчалася у львівській торговій школі. 1921 закінчила учительську семінарію в Перемишлі.
Після Першої світової війни у 1918—1921 була вчителькою дівочої школи в Перемишлі.
Згодом, за порадою своєї приятельки — художниці Олени Кульчицької, вчителювала в селі Межибрід неподалік Сянока (1921—1944). Виховувала дітей у національному дусі, прищеплювала їм любов до українських традицій. Завдяки їй село було національно свідоме. Через активну національну позицію на її уроках часто були присутні представники польської поліції. Зрештою їй відмовили у викладанні в школі, аргументуючи тим, що «вчительська праця є для поляків».
Кожну вільну хвилину віддавала громадській роботі — їздила по селах і записувала народні традиції та фолкльор, збирала пам'ятки народного мистецтва (писанки, вишивки, орнаменти хатніх розписів, різьбу), зрисовувала візерунки вишитого лемківського вбрання. Своїм завзяттям прищепила селянам любов до національної вишивки. На підставі зібраного матеріялу створила ґрунтовну працю про лемківські вишивки.
У 1930– 1940-х у селах південно-західної частини Лемківщини вздовж річки Ослави здійснила найґрунтовніше дослідження настінних розписів лемківських хат, роблячи численні зарисовки на Сяніччині, що згодом вилилося у публікацію її праці «Настінні розписи лемківських хат». Окрім того збирала цінні старовинні ікони, фелони, інші предмети сакрального вжитку і власноруч реставрувала їх.
У 1930 співорганізатор, а з 1931 — заступниця директора, музею «Лемківщина» (зараз Історичний музей) (директор — художник Лев Ґец — очолював музей протягом 14 років) і товариства з такою ж назвою. У 1936 в музеї відкрили новий відділ тканини, у якому були представлені тканини XVII і XVIII ст, зібрані Іриною Добрянською.
За українську діяльність Ірину Добрянську двічі арештовувала польська влада.
Після смерті вуйка — проф.Володимира Кульчицького (пом. 1936) — запроектувала і спорудила власним коштом надгробок на родинному гробівці Кульчицьких у вигляді точної мініатюрної копії (1:50, висотою 3 м) піраміди Хеопса в Ґізі на цвинтарі при церкві Святої Трійці в Межиброді.
У 1940—1944 очолювала торговельну школу в Сяноку та продовжувала працювати на громадських засадах в музеї «Лемківщина».
Навесні 1945 року на підставі Люблінської угоди між УРСР і ПКНВ від 9 вересня 1944 разом з родиною (матір'ю і сестрою Мирославою), була депортована до Львова.
У Львові була заанґажована Оленою Кульчицькою до роботи директором художньої частини Музею етноґрафії та художнього промислу, де впорядковувала фонди народного мистецтва і уклала великий «Каталог українських вишивок».
1957 вийшла на пенсію. Проте продовжувала укладати праці. Цінний альбом з зібраними нею матеріалами зберігається у фондах Музею народної архітектури та побуту України. Окремі замальовки й текстові фрагменти дослідження Ірини Добрянської, підготовлені до друку співробітницею Музею народної архітектури та побуту України (нині — НМНАПУ) Романою Кобальчинською, було опубліковано у 2007 в журналі «Народне мистецтво».
Померла у 1980. Похована на Винниківському цвинтарі.

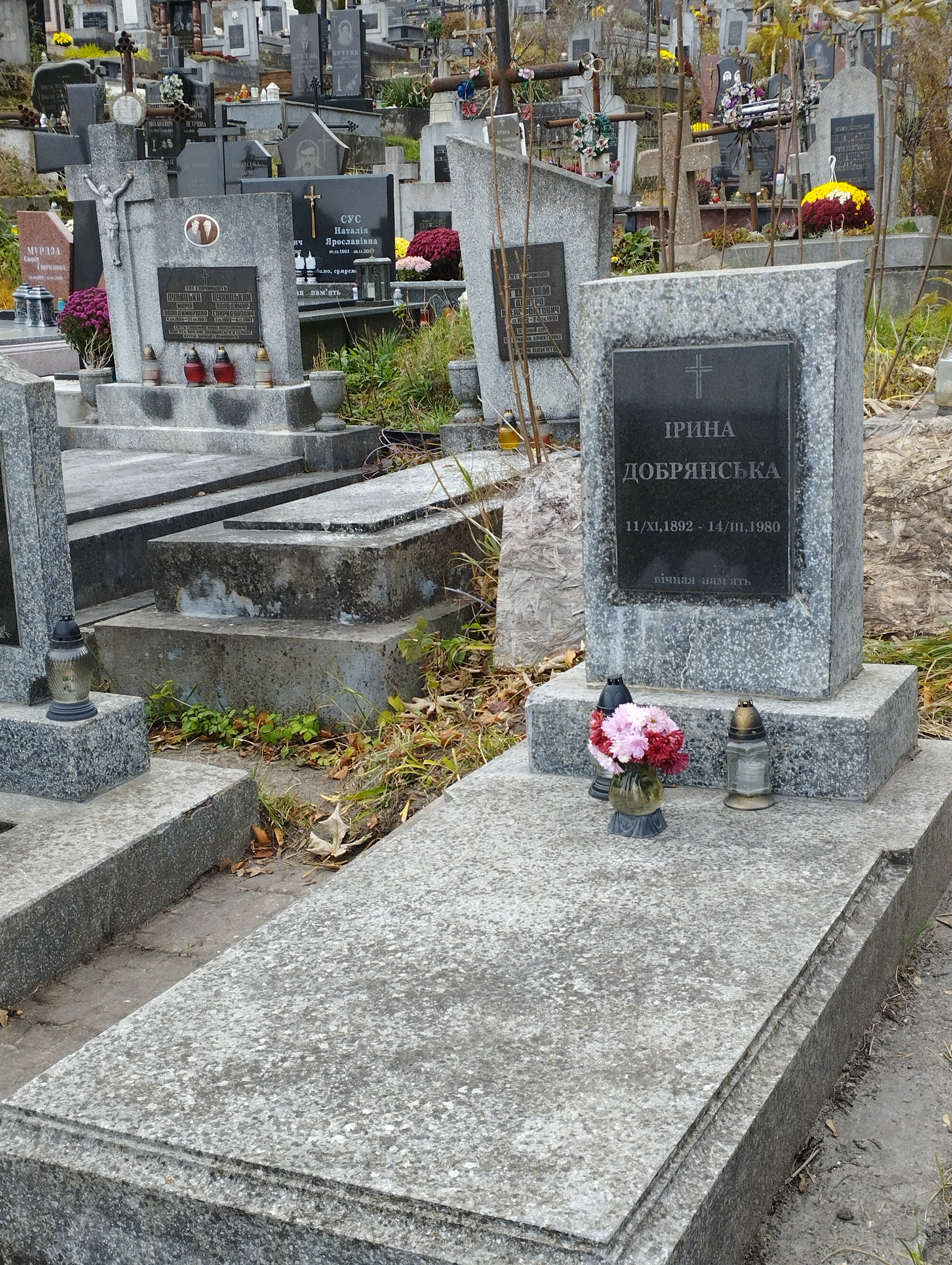
Могила Ірини Добрянської на старому цвинтарі у м. Винники біля Львова

## Праці
- Хатні розписи українців Західних Карпат (1954)
- Типи та колорит західноукраїнської вишивки (1959)
- Настінний розпис Лемківщини (1968)
- Слуцькі пояси (1969)